# Manoir Saint-Nicolas (Granville)
 (avril 2021).
Le manoir Saint-Nicolas (ou de Saint-Nicolas) est une demeure du 4e quart du XVIIIe siècle qui se dresse sur le territoire de la commune française de Granville, dans le département de la Manche, en région Normandie. L'édifice est partiellement inscrit au titre des monuments historiques.

## Localisation
Le manoir est situé sur le territoire de l'ancienne commune de Saint-Nicolas-près-Granville, intégrée à Granville en 1962, et distant de 600 m à l'ouest du château de Grainville, dans le département français de la Manche.

## Historique
Nicolas Deslandes (1744-1816), un autre armateur et négociant granvillais originaire de Cérences, qui avait fondé à Granville, en 1768, une société de commerce et d’armement et fait fortune en armant les plus grands corsaires de la guerre de l’Indépendance américaine, rachète la propriété et construit le nouveau manoir, une « granvillière » entre 1786 et 1789.
Sa fille Céleste Anne de Beaucoudray le vendra en 1856.
Il devient par la suite la propriété de Lucien Dior.
Le manoir de Saint-Nicolas a été la demeure de Louis Duval-Lemonnier, négociant en vins, spiritueux et alimentations, rue Couraye à Granville, après la guerre de 1939-1945.

## Protection
Les façades et les toitures sont inscrites au titre des monuments historiques par arrêté du 30 décembre 1986.